# Wayne Pinnock
Wayne Pinnock (ur. 24 października 2000) – jamajski lekkoatleta, specjalizujący się w skoku w dal. Halowy mistrz NCAA 2022, złoty medalista Mistrzostw Panamerykańskich Juniorów 2019. W swoim debiucie na mistrzostwach świata (Eugene 2022) zajął dziewiąte miejsce. Rok później w Budapeszcie ustanowił rekord życiowy skokiem na odległość 8,54 i wywalczył srebrny medal tej imprezy skacząc 8,50 m.
Wayne Pinnock jest również brązowym medalistą Mistrzostw Świata Juniorów 2018, oraz Młodzieżowych Mistrzostw NACAC 2019.